# جون مردیت
جون مردیت (انگلیسی: Joan Meredith؛ ‏ ۲۸ ژانویهٔ ۱۹۰۷ – ۱ ژانویهٔ ۱۹۸۰) بازیگر اهل ایالات متحده آمریکا بود.
از فیلم‌هایی که وی در آن‌ها نقش داشته‌است، می‌توان به دلقک تمام‌عیار اشاره نمود.